# Canutama
Canutama – miasto i gmina w Brazylii, w stanie Amazonas. Znajduje się w mezoregionie Sul Amazonense i mikroregionie Purus.